# Grätzer György
Grätzer György (Budapest, 1936. augusztus 2. –) matematikus, egyetemi tanár, az MTA tagja. A híres „rejtvénykirály”, Grätzer József fia.

## Életpályája
Grätzer József (1897–1945) és Herzog Mária fia. Szülei hároméves korában elváltak.
Az ELTE-n matematika szakon végzett, majd ugyanott doktorált 1960-ban.
1963-ban elhagyta Magyarországot és a Pennsylvania State University tanára lett.
1966-ban a kanadai manitobai egyetemre került, később megkapta a kanadai állampolgárságot.
Az Algebra Universalis szakfolyóirat megalapítója és főszerkesztője 2020-ig.
Kutatási területe a hálóelmélet és az  univerzális algebra.

## Kitüntetései
- Grünwald-emlékdíj (1967)
- Steacle-díj (1971)
- Zubek-díj (1974)
- Szőkefalvi-Nagy Béla-emlékérem (2003)
- Doctor of Science (Honoris Causa) a La Trobe University-töl (2005)

## Publikációi
Több mint 260 matematikai cikket publikált. 31 könyve jelent meg.
- Elmesport egy esztendőre 1959 (2008-as kiadása: ISBN 9789639725362, német fordítás: 2010, angol fordítás: 2011)
- Universal Algebra 1960 (második kiadás: 1979)
- Lattice Theory 1971 (orosz fordítás: 1982, második kiadás: 1998, harmadik kiadás: 2011)
- The Congruences of a Finite Lattice: A Proof-by-Picture Approach 2006 (harmadik kiadás: 2023)
- Math into LaTeX (öt kiadás 1993-2016)